# Ochrotaenia
Ochrotaenia là một chi bướm đêm thuộc phân họ Tortricinae của họ Tortricidae.

## Các loài
- Ochrotaenia flexa Razowski & Becker, 2000